# Ctenobelba translamellata
Ctenobelba translamellata är en kvalsterart som beskrevs av Iordansky 1990. Ctenobelba translamellata ingår i släktet Ctenobelba och familjen Ctenobelbidae. Inga underarter finns listade i Catalogue of Life.